# 胡孟嘉
胡孟嘉(1887年—1936年，名祖同，字孟嘉，自号旭斋，民国金融巨头。曾任交通银行常务董事兼总经理，民国中央银行国库局总经理，中国实业银行总经理。浙江省宁波鄞县人。

## 生平
早年聪慧好学，由祖父胡俊卿亲自教导。不久后从学于父亲胡庆源。1902年，跟随叔父胡田来赴上海。胡田为晚清秀才，受聘于南洋公学，讲授国学，胡孟嘉因此入读南洋公学。1906年，以优异从南洋公学毕业。1908年，参加庚子赔款留学考试，被选派到英国留学，入读英国伯明翰大学。在英国留学期间，主修经济学，获得经济学硕士学位后于1912年回国。回国后被聘为浙江海关监督，不久自主辞职。后曾先后执教于杭州政法学院，甲种商业学校，担任教授，此间有《经济学讲议》，《国际商法析义》等著作。
1919年，应当时上海商务印书馆经理张元济聘请，赴上海商务印书馆担任外文编辑。同时，浙江兴业银行董事长叶揆初派其弟叶叔衡亲自持聘书，为胡孟嘉因有约在先婉拒。叶揆初大为惋惜，通过自己表姑丈陈叔通（浙江兴业银行董事，兼商务董事）与张元济交情，劝说胡孟嘉受聘出任浙江兴业银行上海分行副经理一职。
曾任上海交通銀行副經理。1928年，出任交通銀行總經理兼上海分行經理。曾任上海市銀行理事，上海銀行公會主席委員，上海工部局華董。1934年3月，出任中央銀行國庫局總經理。 
1936年6月，因病逝世。

## 著述
- 《票据法研究》
- 《敬告票据法研究委员会》
- 《经济学讲议》
- 《国际商法析义》
- 《公司条例讲义》
- 《经济概要》